# 薩馬特山國家聖地
薩馬特山國家聖地（英語：Mount Samat National Shrine、他加祿語發音：[samat]），又被稱為勇氣神殿（Shrine of Valor），是一座位於菲律賓巴丹省皮拉爾薩馬特山頂附近的紀念碑。旨在紀念和嘉許第二次世界大戰期間對抗大日本帝國陸軍的菲律賓和美國士兵的英勇行為而建立。
這座紀念碑公園由柱廊和巨大的紀念十字架組成，於1966年由时任菲律賓独裁總統费迪南德·马科斯下令建造，以慶祝第二次世界大戰的25週年紀念。白色的紀念十字架是為了紀念在巴丹戰役中犧牲的士兵。紀念碑還設有一座戰爭博物館以展示了菲律賓戰爭英雄的繪畫作品，以及在戰鬥中使用的菲律賓、美國和日本軍隊的武器。柱廊和十字架處，可以俯瞰到巴丹群島、科雷希多岛以及位於距離約50公里（31英里）的马尼拉的馬尼拉灣景觀。

## 歷史

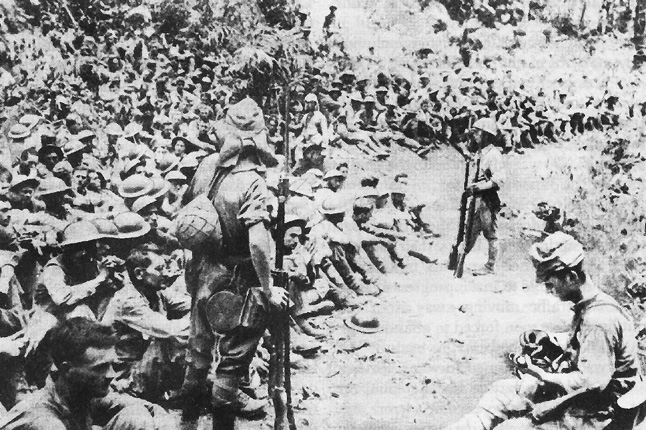
巴丹半島投降後不久所拍攝的美菲戰俘照

1941年12月，太平洋戰爭爆發後，美屬菲律賓成為日本首批進攻的主要目標之一。在此期間，薩馬特山和科雷希多島成為1942年巴丹半島戰役中與大日本帝國陸軍對抗最激烈的戰鬥地點。由於在整個呂宋島上遭受日本軍隊的嚴重損失，菲律賓和美國士兵透過美國所制定的「橘色戰爭計畫」戰略的一部分，撤退至巴丹半島進行最後的抵抗。
1942年4月9日，約有78,000名士兵在經過三個月的戰鬥後向日軍投降，這成為美國士兵史上最大規模的投降事件。日軍希望迅速佔領美軍在菲律賓的最後據點科雷吉多島，因此命令將所有戰俘轉移到後方行動的據點。由於缺乏妥善照顧，大多數戰俘和病患受到日軍士兵的虐待，並被迫參加了巴丹死亡行军。
由於士兵的最後據點位於薩邁特山，因此紀念碑的建立主要是為了紀念這個具有歷史意義的地點以及在此英勇奮鬥和犧牲的士兵
該紀念碑的建造始於1966年4月14日。紀念碑的建造始於1966年4月14日，由独裁總統费迪南德·马科斯奠基。然而，由於資金不足，該紀念碑在1967年巴丹失陷的25週年時仍未完工。最終，該紀念碑於1970年完工並落成，恰逢第二次世界大戰結束的25週年紀念。

## 設施

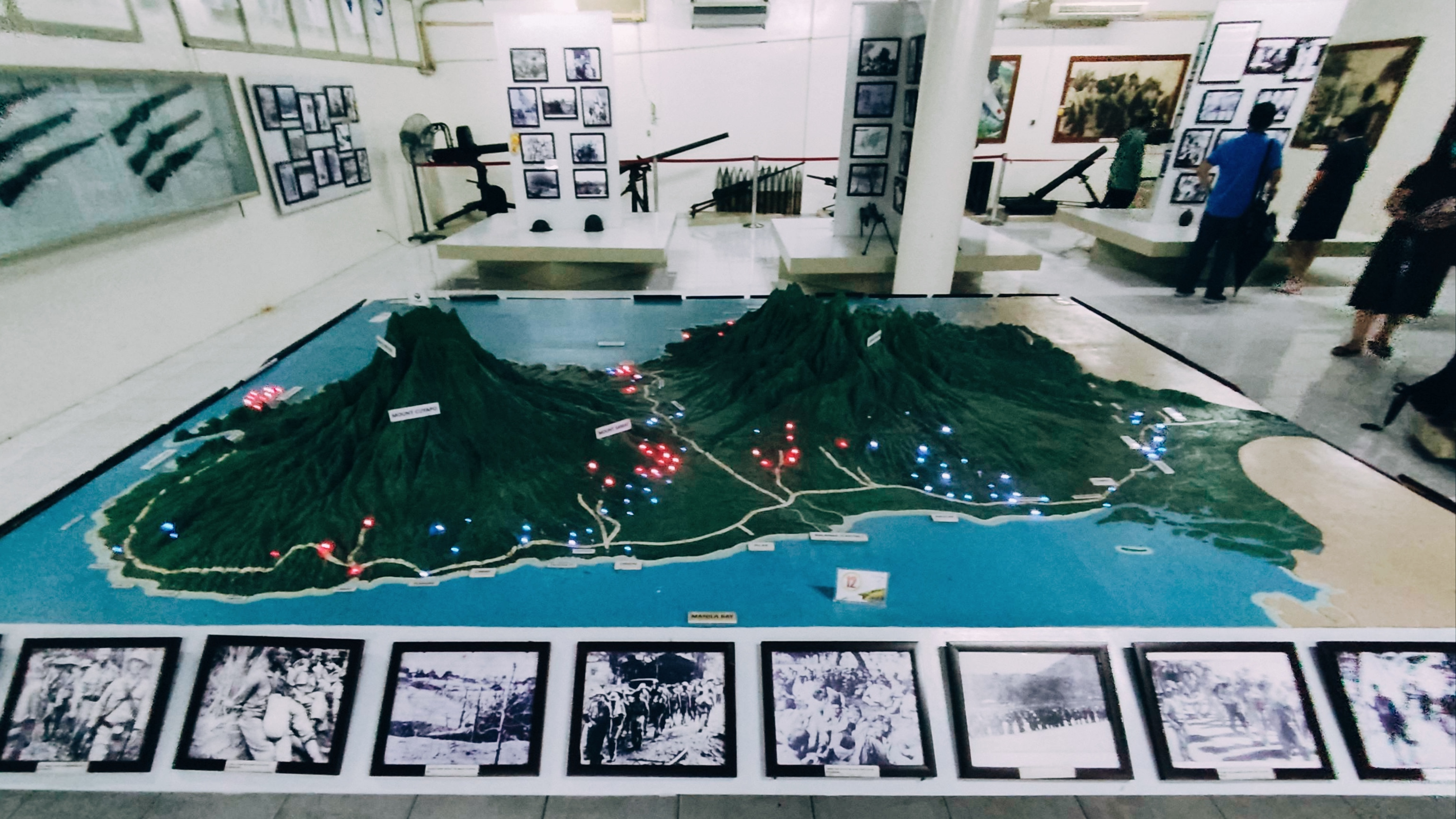
地下室博物館的3D模型
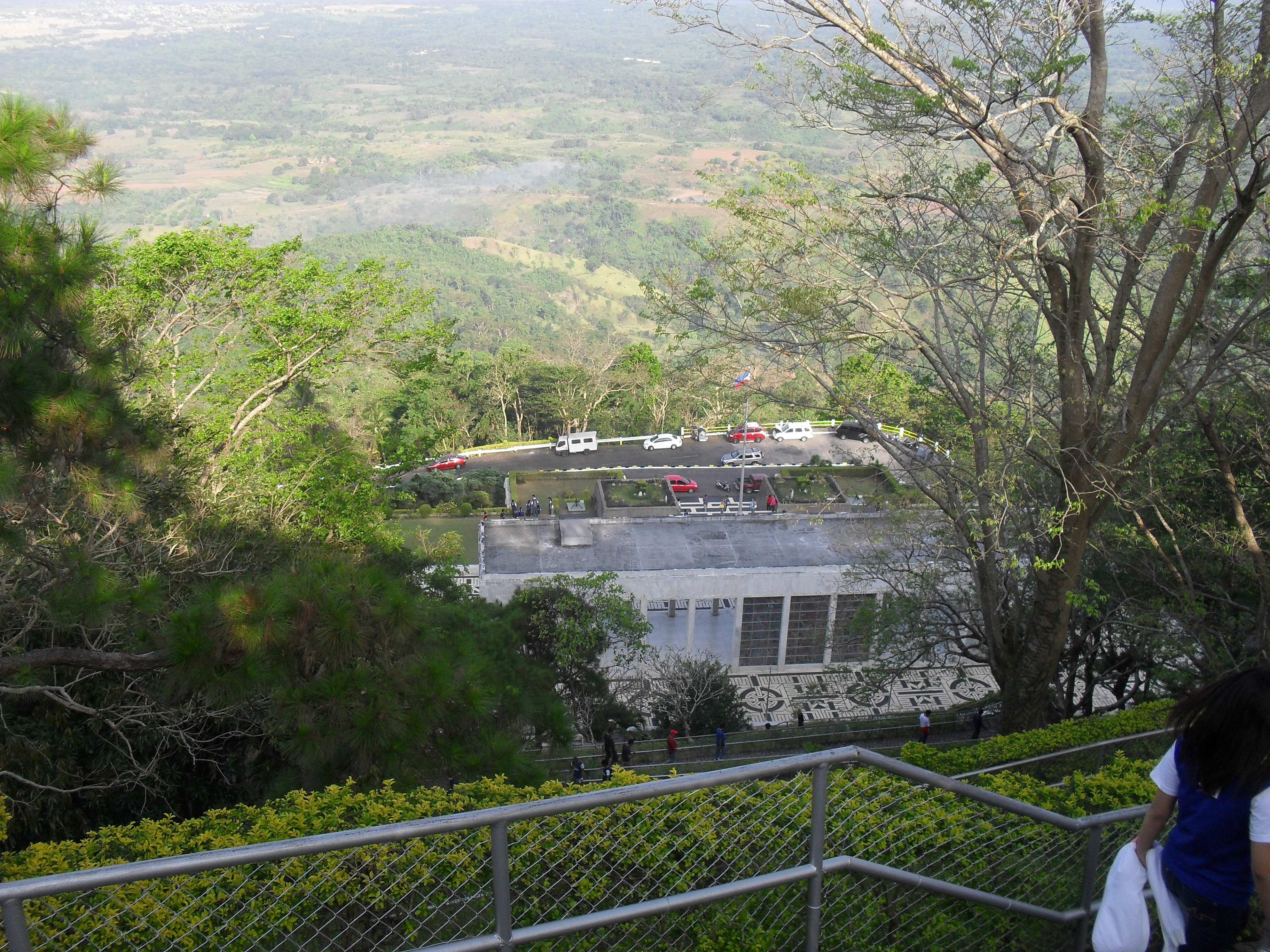
通往紀念十字架的陡峭道路
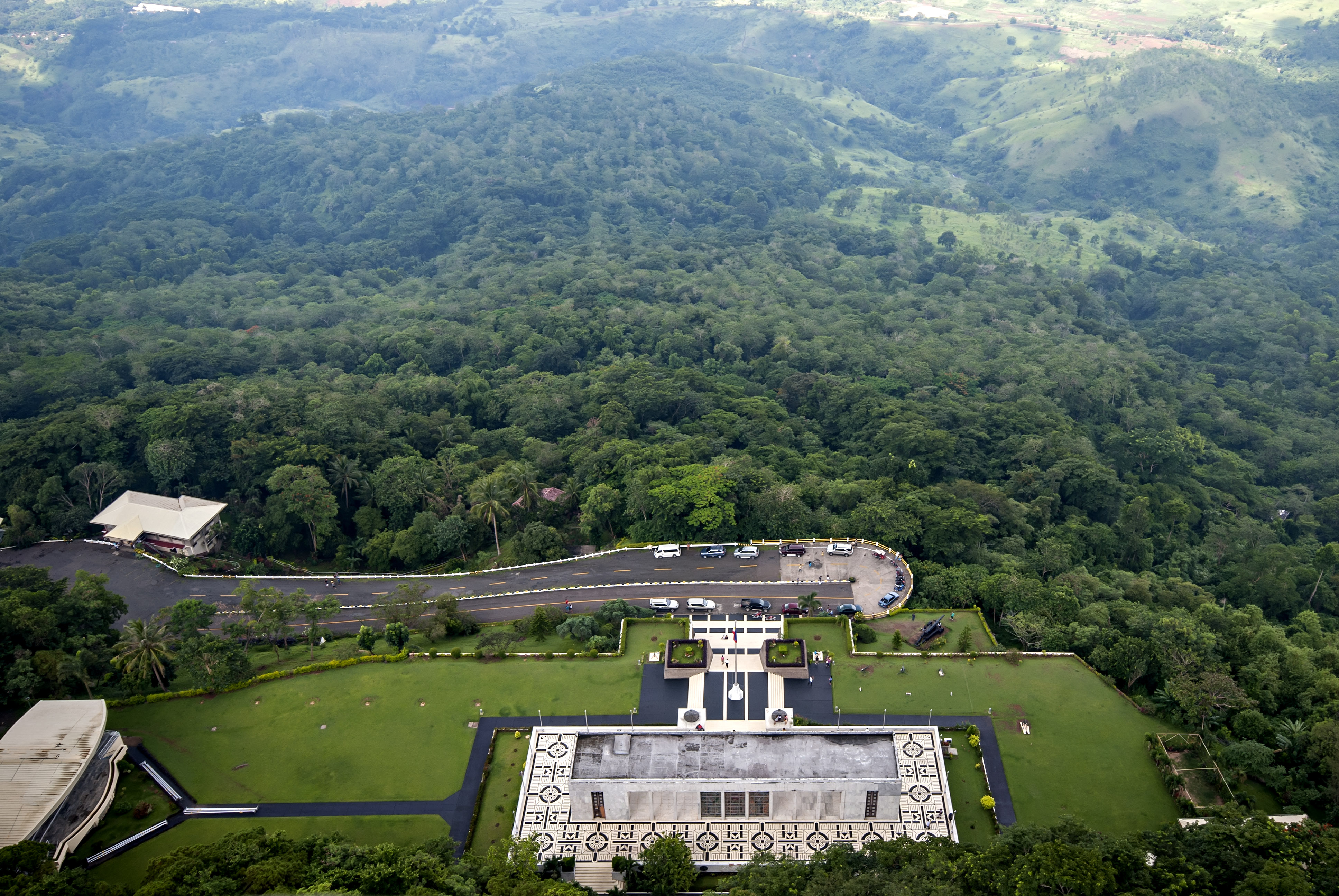
從十字架遙望的景觀
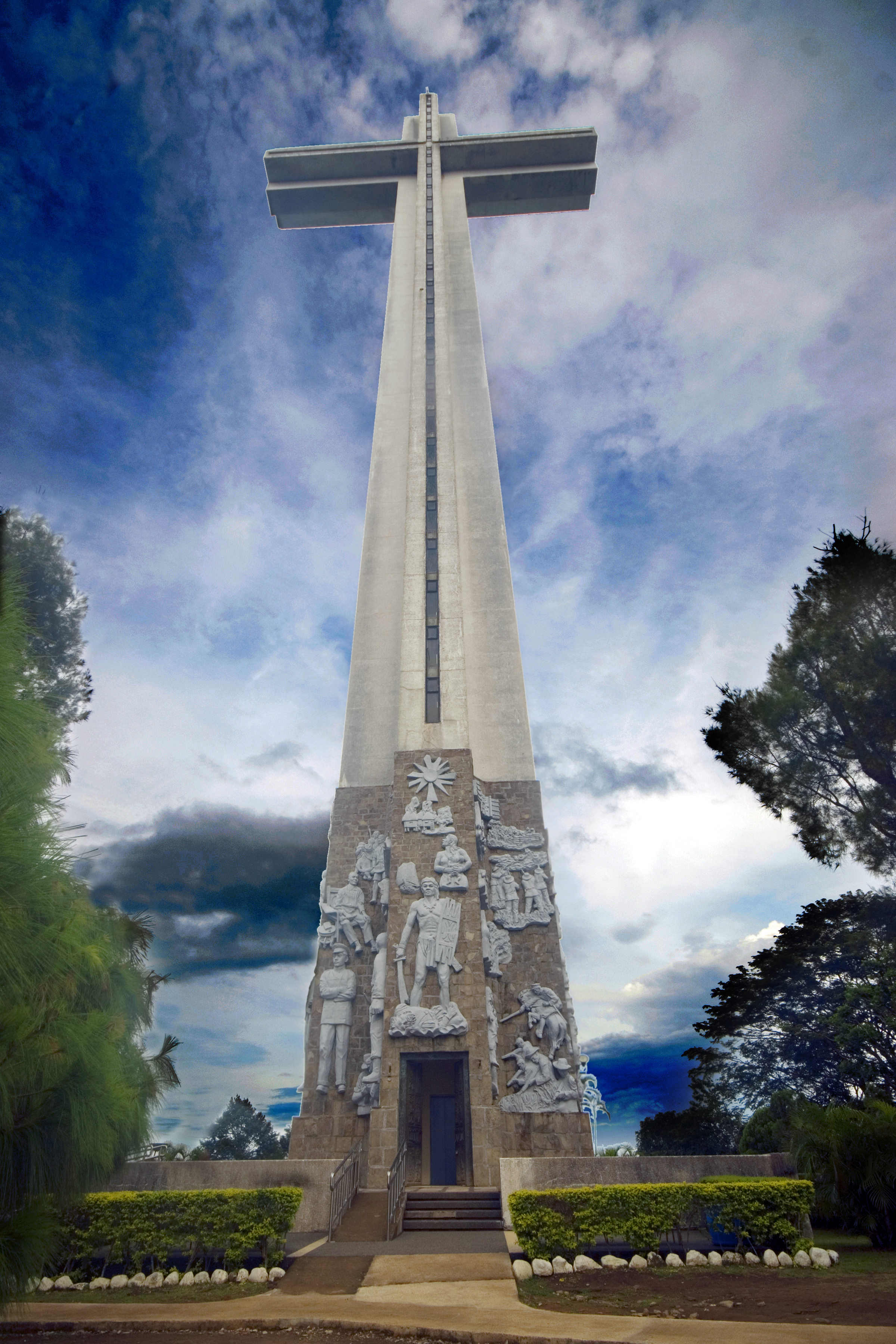
十字架底座的《甦醒之石》浮雕

薩馬特山國家聖地佔地約73,665公頃（182,030英畝），包括柱廊和山頂上的紀念十字架。該紀念碑由洛倫索·德爾·卡斯蒂略（orenzo del Castillo）設計，奧利·金博-佩雷斯（Dolly Quimbo-Perez）負責景觀設計。入口從停車場出發，透過寬敞到逐漸變窄三段階梯引領遊客到達插著菲律賓國旗的旗桿 。通往柱廊層的最後一段階梯兩側有兩個石座，頂部裝飾著象徵永恆之火的青銅瓮。

### 柱廊
柱廊是一座以大理石覆蓋的建築，周圍被大理石護欄環繞。外側鑲嵌著19尊浮雕雕塑，由菲律賓國家藝術家拿破崙·阿布烏娃創作，塔勒雷斯·馬克西莫·文森特（Talleres de Maximo Vicente）、列奧尼德斯·瓦爾迪茲（Leonides Valdez）和安吉爾·桑普拉（Angel Sampra）和他的兒子們製作的18個美國遠東陸軍徽章在建築上交替出現。每個徽章上都有一根旗杆，插著各師的旗幟。
柱廊中央是祭壇，祭壇後面是三幅由塞農·里維拉（Cenon Rivera）設計的宗教彩繪玻璃壁畫，由來自義大利羅馬的朱利安尼藝術玻璃（Vetrate D'Arte Giuliani）製作。天花板上懸掛著四個大型青銅吊燈，而在兩側牆壁上的大理石上刻著「巴丹戰役」的敘述。
從柱廊後方有一條小徑通往紀念十字架的底部。這條蜿蜒14段的小徑由科雷希多島的血石鋪設而成。另外，還有一條替代道路可帶領遊客到達紀念十字架的底部。

### 十字架
紀念十字架位於薩邁特山的最高點，海拔555公尺（1,821英尺）。該紀念物由鋼鐵和鋼筋混凝土製成，十字臂部設有電梯和觀景廊。一座樓梯通往廊道的觀景區。十字架的高度從基座到頂端為95公尺（312英尺），臂部的高度從基座到頂端為74公尺（243英尺），每個臂部長度為30公尺（98英尺）、每側15公尺（49英尺）），使其成為世界上第二高的十字架。觀景廊的尺寸為5.5米×27.4公尺（18英尺×90英尺），通道高度為2.1公尺（6.9英尺）。
十字架的外部鋪設著磨砂大理石。從基座到11公尺（36英尺）高度的部分裝飾著由阿布烏娃創作的浮雕《甦醒之石》（Nabiag Na Bato），描繪了菲律賓歷史重要的人物和事件，包括黎剎的處決,、拉普拉普和安東尼奧·盧納等人物。

## 外部連結
- Dambana ng Kagitingan page at the Philippine Veterans Affairs Office website （页面存档备份，存于）
- Dambana ng Kagitingan/Shrine of Valor （页面存档备份，存于）
- Mount Samat Photos
- Mt. Samat Shrine in Bataan （页面存档备份，存于）